# Championnat des îles Cook de football 2019
Navigation
Saison précédente Saison suivante
La saison 2019 du Championnat des îles Cook de football est la quarante-sixième édition du championnat de première division aux Îles Cook. Les six meilleurs clubs de Roratanga sont regroupés au sein d'une poule unique, la Round Cup, où ils s'affrontent trois fois au cours de la saison. Il n’y a ni promotion, ni relégation en fin de saison.
C'est le Tupapa Maraerenga FC qui est de nouveau sacré champion des îles Cook cette saison après avoir terminé en tête du classement final, avec quatre points d'avance sur le Nikao Sokattack FC. C'est le quinzième titre de champion des îles Cook de l’histoire du club.

## Les clubs participants
- Tupapa Maraerenga FC
- Puaikura FC
- Matavera FC
- Nikao Sokattack FC
- Titikaveka FC
- Avatiu FC

## Compétition

### Classement
Le barème utilisé pour établir le classement est le suivant :
- Victoire : 3 points
- Match nul : 1 point
- Défaite : 0 point

| Rang | Équipe                   | Pts | J  | G  | N | P  | Bp | Bc | Diff |
| ---- | ------------------------ | --- | -- | -- | - | -- | -- | -- | ---- |
| 1    | Tupapa Maraerenga FC T C | 36  | 15 | 11 | 3 | 1  | 60 | 12 | +48  |
| 2    | Nikao Sokattack FC       | 32  | 15 | 10 | 2 | 3  | 59 | 23 | +36  |
| 3    | Puaikura FC              | 22  | 15 | 6  | 4 | 5  | 35 | 22 | +13  |
| 4    | Titikaveka FC            | 18  | 15 | 5  | 3 | 7  | 23 | 52 | -29  |
| 5    | Matavera FC              | 9   | 15 | 2  | 3 | 10 | 15 | 44 | -29  |
| 6    | Avatiu FC                | 9   | 15 | 2  | 3 | 10 | 19 | 58 | -39  |

|  | Qualification pour la Ligue des champions de l'OFC 2020     |
|  | T : Tenant du titre C : Vainqueur de la Coupe des îles Cook |

## Bilan de la saison
| Championnat des îles Cook de football 2019 |                                  |
| Champion                                   | Tupapa Maraerenga FC (15e titre) |
| Coupes et trophées                         |                                  |
| Vainqueur de la Coupe des îles Cook 2019   | Tupapa Maraerenga FC             |
| Qualifications continentales               |                                  |
| Ligue des champions de l'OFC 2020          | Tupapa Maraerenga FC             |
| Promotions et relégations                  |                                  |
| Promus en Round Cup                        | Aucun                            |
| Relégués                                   | Aucun                            |